# Pseudepipona diversa
Pseudepipona diversa är en stekelart som först beskrevs av David Leo Walkington.  Pseudepipona diversa ingår i släktet Pseudepipona och familjen Eumenidae. Inga underarter finns listade i Catalogue of Life.